# Lied vom General Kim Il-sung

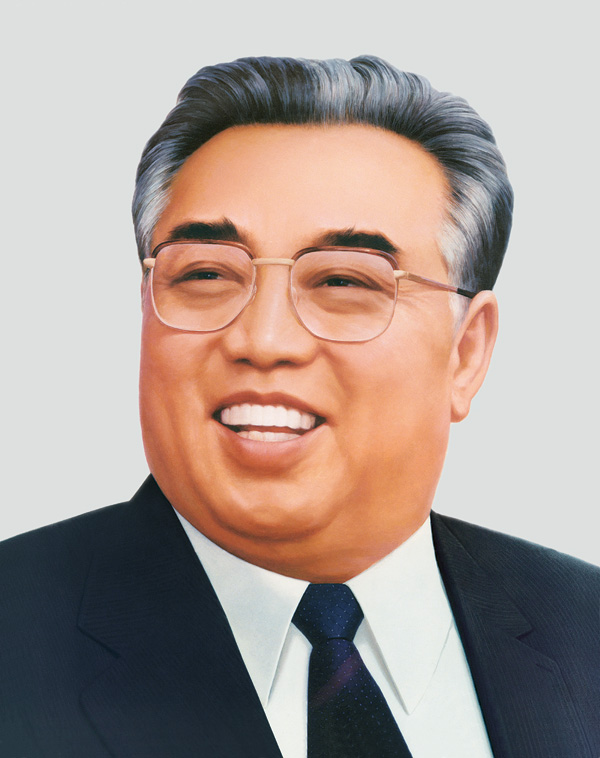
Kim Il Sung

Das Lied vom General Kim Il-sung ist eine Hymne auf Kim Il-sung, den 1994 verstorbenen Staatsgründer Nordkoreas. Es wird auch „Unsterbliche Hymne der Revolution“ genannt.

## Entstehung
Im Mai 1946, nach der Unabhängigkeit Koreas von Japan, an der Kim Il-sung aktiv mitgewirkt hatte, besuchte der ehemalige antijapanische Kämpfer Kim Ch’aek dessen Gattin Kim Jong-suk, die ebenfalls gegen die Japaner gekämpft hatte. Dabei soll sich folgender Dialog zugetragen haben:

„‚Ich bin zu Ihnen gekommen, um eine dringende Angelegenheit mit Ihnen zu besprechen‘, sagte Kim Chaek und nahm aus der Mappe ein dickes Briefbündel heraus. Die Briefe waren mit Pinsel, Feder oder Bleistift geschrieben und von verschiedener Art, aber sie hatten den einmütigen Wunsch des ganzen koreanischen Volkes zum Inhalt, ein Lied auf General Kim Il Sung zu schreiben und zu komponieren. […] Kim Jong Suk sprach: Ein Lied auf ihn müsste hervorgebracht werden. Ein nun zu schaffendes Lied sollte die Verdienste Kim Il Sungs lobpreisen und so klassisch sein, dass es das Volk für immer von Generation zu Generation singen wird.“

Im selben Jahr wurde vom Dichter Li Chan ein Text geschrieben, die Melodie dazu wurde vom Komponisten Kim Wŏn’gyun komponiert, der auch die Melodie für die nordkoreanische Nationalhymne Ach’imŭn pinnara schuf.

## Das Lied in Nordkorea
In Nordkorea ist das Lied allgemein bekannt und verbreitet. Die Staatspropaganda nutzt es als Instrument des Personenkultes um Kim Il-sung.
Strophen des Liedes sind auch auf dem Triumphbogen in Pjöngjang zu lesen.
Am 11. April 2011 leitete der österreichische Dirigent Wolfdieter Maurer die nationalen Symphoniker Nordkoreas, die zum 99. Geburtstag von Kim Il-sung das Lied spielten.

## Text
“장백산 줄기줄기 피어린 자욱

압록강 굽이굽이 피어린 자욱

오늘도 자유조선 꽃다발우에

력력히 비쳐주는 거룩한 자욱

(후렴)

아 – 그 이름도 그리운 우리의 장군

아 – 그 이름도 빛나는 김일성장군

만주벌 눈바람아 이야기하라

밀림의 긴긴밤아 이야기하라

만고의 빨찌산이 누구인가를

절세의 애국자가 누구인가를

(후렴)

로동자 대중에겐 해방의 은인

민주의 새 조선엔 위대한 태양

20개 정강우에 모두다 뭉쳐

북조선 방방곡곡 새봄이 온다

(후렴)”

„Rot floss das Blut, Blut floss herab vom Berge Jangbaek,

auch das Amnokwasser so rot, blutrot floss es hinweg.

Blumen erblühen heute, Blumen rot wie Blut,

Blumen im freien Land, Korea hat es gut:

Heiß ersehnt der General, weltbekannt das Wort alt und jung,

heute kündet überall seinen Ruhm dies Lied: Kim Il Sung!

Sag, wilder Sturm, sag Mandschurei, sag Schnee und sag Eis,

sag, du undurchdringlicher Wald, sag wem gibst du den Preis?

Wer ist der Partisanen allergrößter Held?

Wer hat der Heimat stolzes Banner aufgestellt?

Heiß ersehnt der General, weltbekannt das Wort alt und jung,

heute kündet überall seinen Ruhm dies Lied: Kim Il Sung!

Er führte die Arbeiter in die Freiheit hinein,

leuchtend wie der Frühsonnenstrahl wärmt uns alle sein Schein.

Eins, im Programm der zwanzig Punkte fest vereint

über Korea hell die Frühlingssonne scheint:

Heiß ersehnt der General, weltbekannt das Wort alt und jung,

heute kündet überall seinen Ruhm dies Lied: Kim Il Sung!“